# Bergmeister
Der Bergmeister (lat. Magister montium) war nach den älteren Bergordnungen ein Beamter des jeweiligen Landesherrn, der von diesem beauftragt war, den Bergbau zu überwachen und das Bergrecht auszuüben. Später war der Bergmeister dann ein an einem Bergamt tätiger Bergbeamter der ersten bzw. unteren Instanz. Bergmeister gab es in jedem Bergrevier Deutschlands. Der Titel des Bergmeister wurde erstmals im Jahr 1212 im Stift Admont erwähnt. In Österreich wurde der Bergmeister auch als Obristbergmeister bezeichnet. Im Preußen des späten 19. Jahrhunderts war Bergmeister ein Titel für den Revierbeamten der untersten Instanz eines Bergreviers.

## Grundlagen und Geschichte
Bereits Anfang des 13. Jahrhunderts wurden die ersten Bergordnungen in Kraft gesetzt, die den Bergleuten der Bergstädte bestimmte rechtliche Regeln auferlegten. Vertreter der Berggemeinden war der jeweils zuständige, vom Landesherrn eingesetzte, Bergmeister, der in den Berggemeinden zugleich die Funktion des Dorfschulzen mit bekleidete. Es gab aber auch Bergstädte wie z. B. die Stadt Goslar, in denen gleichzeitig ein Schultheiss und ein Bergmeister für die jeweiligen Belange der Bewohner zuständig waren. Im Laufe der Jahre entstanden eine separate Bergverwaltung und die dazugehörigen Bergämter. In der zweiten Hälfte des 14. Jahrhunderts wurde in der Bergstadt Freiberg eine Art eines Freiberger Bergamtes ins Leben gerufen, welches von einem Bergmeister geführt wurde und zu dem noch ein Münzmeister als weiterer Beamter gehörte. Später gehörten zu den Bergämtern eine Vielzahl von Bergbeamten wie z. B. der Zehntner, der Markscheider, der Bergschreiber, der Berggegenschreiber, die Berggeschworenen und der Wardein, die allesamt dem Bergmeister unterstanden. In einigen Bergrevieren wurde der Bergmeister auch als Bergvogt bezeichnet, was jedoch nicht ganz richtig war, denn die Aufgaben des Bergvogts waren anders umrissen. So kam es auch in einigen Bergrevieren wie z. B. im Schwarzwald vor, dass der Bergvogt zeitgleich die Aufgaben des Bergmeisters und die des Schichtmeister in Personalunion übernahm. Die hierarchische Einordnung des Bergmeister innerhalb der Bergbeamten war je nach Land und Zeit unterschiedlich geregelt. So stand der Bergmeister in den Anfangsjahren des staatlich geregelten Bergbaus an der Spitze der Bergbehörde eines Landes, die er zunächst als alleinige Abschätzungsbehörde bildete. Später war er hierarchisch innerhalb der Bergbeamtenränge eingereiht. Es gab auch Regionen z. B. im Schwarzwald, da hatte jede Gewerkschaftliche Zeche einen eigenen Bergmeister.

## Aufgaben, Ausbildung und Funktion
Die Aufgaben und Funktion des Bergmeisters waren je nach geltender Bergordnung unterschiedlich geregelt. In der Regel war der Bergmeister Mitglied des Bergamtes und teilweise auch als Direktor des Bergamtes tätig. Oftmals unterstanden dem Bergmeister mehrerer Reviere. In den Bergrevieren des Harzes gab es den Oberbergmeister, der als Grubendirektor jeweils für einen gesamten Grubenkomplex zuständig war. Der Rang eines Oberbergmeisters war der höchste Offiziantenrang, den ein Mann der nicht dem Adel entstammte erreichen konnte. Dem Oberbergmeister waren mehrere Unterbergmeister unterstellt, die jeweils einen kleineren Bergbezirk leiteten. In Preußen war der Bergmeister ein Beamter, der beim Bergamt bestellt war. Dort unterstand er dann direkt dem jeweiligen Bergdirektor des Bergamtes. Der Bergmeister hatte in Preußen in der zweiten Hälfte des 19. Jahrhunderts, nach Änderung der Bergordnungen, die Stelle des ersten Revierbeamten inne. Die Aufgabe des Bergmeisters war es, zusammen mit den ihm unterstellten Bergbeamten, die Zechen in seinem Gebiet zu verwalten. Ferner fielen in seinen Verantwortungsbereich die Konzessionen, Abgaben und Abbauaufsicht. Er musste die auf den Bergwerken tätigen und von den Gewerken ausgewählten Bergbeamten wie den Schichtmeister und die Steiger vereidigen. Der Bergmeister hatte die Pflicht, für die Einhaltung der Bergordnung zu sorgen. Außerdem sorgte er für einen geordneten Bergbau. Er war beauftragt, Arbeiten mittels Gedinge, die von den Berggeschworenen festgesetzt worden waren, zu genehmigen oder abzulehnen. Zudem führte der Bergmeister in einigen Bergrevieren, wie z. B. dem Freiberger Bergrevier, zusammen mit einer Kommission, gebildet aus mehreren Mitgliedern des Bergamtes, eine in regelmäßigen Abständen, meist jährlich, stattfindende, Generalbefahrung aller Stollen seines Zuständigkeitsbereiches durch. Um diesen Aufgaben gerecht zu werden, musste er ausreichende Kenntnisse vom Bergwesen und vom Bergrecht haben. Der Bergmeister zählte in seiner Funktion zu den praktisch tätigen Bergbeamten, er hatte aber dennoch einen hohen Rang. In den Harzer Bergrevieren war der Oberbergmeister der erste Bergbeamte vom Leder. Der Bergmeister hatte einen nicht unerheblichen Einfluss, denn er war zu rechtskräftigen Anordnungen befugt. Außerdem wirkte er bei der Berufung der Revierbeamten mit.

## Amtsausübung und Kompetenzen
Eine seiner Hauptaufgaben war die Kontrolle der Gruben. Hatte ein Bergmann eine Grube gemutet, so verlieh ihm der Bergmeister auf Antrag das Bergbaurecht. Dazu befuhr der Bergmeister die neue Grube, ließ sie durch den Markscheider vermessen und versah das Grubenfeld mit einem Lochstein. Der Muter musste mit einem feierlichen Eid schwören, dass er als Erster die Fundstelle gemutet hatte. Die an die Fundgrube angrenzenden Längenfelder verlieh der Bergmeister in gleicher Weise. Der Bergmeister übte auch richterliche Aufgaben aus. Diese waren in der Regel meist nur auf bergrechtliche Angelegenheiten beschränkt. Außerdem durfte der Bergmeister die Berggerichtsbarkeit in Nichtbergbausachen nicht gegenüber den Bergbedienten ausüben. Keine Gerichtsbarkeit hatte er gegenüber den unterstellten Bergbeamten wie dem Zehntner. Beispiele für die Gerichtsbarkeit des Bergmeisters waren in der Regel bergrechtliche Verwaltungsakte. Konnte z. B. ein Ankläger durch Zeugen nachweisen, dass ein Gewerke an drei aufeinanderfolgenden Schichten keine Hauer angestellt hatte, so entzog der Bergmeister diesem Gewerken das Bergrecht und verlieh es nach der Freifahrung dem Ankläger. Auch bei Sicherheitsmängeln war der Bergmeister befugt, die Grube stillzulegen, oder er konnte, wenn die Mängel nicht innerhalb einer bestimmten Zeit behoben wurden, die Berechtsame an den Kläger verleihen. Bei Grenzstreitigkeiten der Grubenbesitzer wurde der Bergmeister als Schiedsrichter tätig und fällte seine Entscheidungen oftmals in Absprache und Zusammenarbeit mit den Berggeschworenen. Die Funktion als Bergrichter wurde in den Ländern, in denen die Ferdinandeische Bergordnung galt, im Jahr 1783 aufgehoben und anstelle des Bergmeisters als Bergrichter eigene Berggerichte bestellt. Für die Bergreviere Preußens wurde per Edict vom 21. Februar 1816 die „Gerichtsbarkeit für Bergwerkssachen“ den Bergmeistern entzogen und eigens dafür bestellten Bergrichtern übertragen.